# أبو القاسم الزجاجي
أبو القاسم عبد الرحمن الزَجَّاجي، (توفي عام 340 هجري). هو النحوي عبد الرحمن بن اسحاق الزجاجي، كنيته أبو القاسم النحوي.

## أساتذته وشيوخه
قرأ على الشيخ أبي اسحاق الزجاج، وكان من خاصة طلابه فنُسب إليه. 
 قرأ أيضًا على أبي جعفر بن رستم الطبري، وعلى أبي الحسن بن كيسان، وأبي بكر بن السرّاج، وأبي الحسن علي بن سليمان الأخفش، وأبي بكر محمد بن القاسم الأنباري، وأبي موسى الحامض، ومحمد بن العباس اليزيدي، وابن دريد.

## مصنفاته
له عدد من المصنفات في اللغة والنحو وهي:
- كتاب الجمل في النحو
- كتاب شرح خطبة أدب الكاتب
- إشتقاق اسماء الله.  و ذكر المصنف هنا إلي اين اشتق اسماء الله،وفيه مذاكرة كثيرة حول هذا الموضوع.
- كتاب الأمالي
- الإيضاح في علل النحو
- حروف المعاني (كتاب)

## بعض من سيرته
كان متشيعا ومدرّسا بجامع بني أمية في دمشق. كان حسن الشارة، مليح البزّة، ولمّا صنّف كتاب الجمل لم يضع مسألة إلا وهو على طهارة.

## وفاته
توفي في طبرية في العام 340 هـ.